# 14e régiment d'infanterie coloniale
Pour les articles homonymes, voir 14e régiment.
Le 14e régiment d'infanterie coloniale (14e RIC) est une unité des troupes coloniales, stationnée au Sénégal de 1899 à 1903.

## Création et différentes dénominations
- 1889 : formation du bataillon du Sénégal à partir de quatre compagnies du 1er régiment d'infanterie de marine

- 1899 : devient 14e régiment d'infanterie de marine
- 1901 : renommé 14e régiment d'infanterie coloniale.
- 1903 : dissous, devient bataillon d'infanterie coloniale de l'Afrique-Occidentale française

## Historique
Le bataillon du Sénégal est formé le 1er mars 1889 avec quatre compagnies. Avec le renfort de deux bataillons de marche d'infanterie de marine, il forme le 14e régiment d'infanterie de marine le 21 janvier 1899, toujours stationné au Sénégal.
Le 19 septembre 1903, le 14e régiment d'infanterie coloniale est dissous et forme le bataillon de l'Afrique-Occidentale française.

## Personnalités ayant servi au14eRIMa
- Joseph Aymerich, comme chef de bataillon en 1899